# 삼성여객 (서울)
삼성여객(三星旅客)은 서울특별시의 시내버스 업체이고 본사는 서울특별시 서초구 양재대로 254 (내곡동)에 있다.

## 역사 및 현황
1966년 4월 30일에 중앙여객(훗날 남산운수, 1992년 폐업)에서 분리 독립해 설립되었으며 한때 고급좌석버스 46번 (가락시장역 - 서울역), 도시형버스 78-3번 (개포동 4단지 - 서울역) 등의 노선을 운행하였으나, 모두 정리하고 염곡동 차고지로 완전히 이전하기 전까지 보광동을 중심으로 4개의 지선버스 노선만을 운행해 왔다.
2009년 6월 20일에 본사를 용산구 보광동에서 서초구 염곡동으로 완전히 이전하게 되면서, 78-3번 폐선 이후 5년 만에 실질적으로 염곡동 차고지에서 통합 운행하게 되었다. 염곡동으로 이전한 이후 현재 삼성여객에서는 3개의 간선버스 노선만 운행 중이며, 보광동으로 다니던 기존 노선들을 통합하여 조정한 탓에 대체로 노선 선형이 복잡한 편이다.
한때 효창동 영업소가 존재했으나 이 곳은 차고지가 아닌 배차관리실 개념이었으며, 2013년 3월 19일 서울특별시 시내버스 노선 조정으로 매각하였다.
본래 염곡동 차고지는 삼성여객의 소유였으나, 2013년 9월에 서울특별시청에서 이 차고지를 800~900억 원에 매입하여 공영 차고지로 전환했다. 이후 염곡공영차고지에는 마장동차고지의 임차계약 갱신에 실패한 대흥교통이 2014년 3월 11일에 이전했고, 서초구 마을버스 업체인 선흥상운도 염곡동공영차고지에 입주하여 이 곳을 기점으로 마을버스를 운행 중이다.
현대자동차와 자일대우버스를 모두 운용해 왔지만 한동안 현대자동차 원메이크로 전향했다가, 2019년에 에디슨모터스 화이버드 천연가스버스를 첫 도입했다.

## 운행 노선
2023년 5월 25일 기준이다.
| 운행노선     | 운행구간     | 운행구간 | 운행구간          | 배차간격 (분) | 인가 대수 | 비고                                                 |
| ------------ | ------------ | -------- | ----------------- | ------------- | --------- | ---------------------------------------------------- |
| 400번        | 염곡동차고지 | ↔        | 시청              | 6~13          | 23        | 구 405B번, 2014년 4월 18일 노선 변경                 |
| 405번        | 염곡동차고지 | ↔        | 종로1가           | 7~15          | 17        | 구 405A번, 2014년 4월 18일 노선 변경                 |
| 421번        | 염곡동차고지 | ↔        | 옥수동            | 7~14          | 39        | 0013번 + 0211번 통합 노선                            |
| N64번        | 염곡동차고지 | ↔        | 강서공영차고지    | 25~30         | 4         | 2022년 4월 19일 신설 공항버스와 공동배차로 운행한다. |
| 서울07출근번 | 양재역       | →        | 판교제2테크노밸리 | 1일 4회       | 2         | 2024년 5월 7일 신설 우신운수와 공동배차로 운행한다.  |

노선 비고
※ 삼성여객 차고지가 보광동에서 염곡동으로 완전히 이전함에 따라 2009년 6월 20일부터 기존 0013번과 0211번은 421번 (염곡동 - 옥수동), 0014번과 0015번은 405번 (염곡동 - 서빙고역)으로 통합되며 0018번 나머지 구간을 대체하는 효창운동장(삼성여객 효창동영업소) - 한남역 구간을 운행하였다가 노상 주차 등으로 인한 민원으로 인해 2013년 3월 19일 405번과 0018번이 통합되면서 405A번, 405B번으로 재편되었다. 그러다가 2013년 9월 26일에 405번 A,B 노선이 각각 405번, 400번으로 변경되었다. 2014년 4월 18일에는 두 노선의 순환을 폐지하였다.

## 이전 보유 노선
간선버스
- ● 옛 405번: 염곡동 - 양재역 - 서초역 - 보광동 - 이태원역 - 남산순환로 - 광화문(효창동방향) - 종각역(효창동방향) - 서울역 - 후암동 - 효창동 (2009-06-20~2013-03-19, 0018번과 통합되어 405A, 405B번으로 재편되었다.)
- ● 405A(405)번: 염곡동 - 양재역 - 서초역 - 서빙고역→ 보광동→ 이태원역→ 남산순환로→ 광화문→ 종각역→ 서울역 → 후암동→ 효창공원→ 용산역→ 서빙고역→ 보광동→ 이태원역→ 한남동→ 강남성모병원 (이후 역순) (2013-03-19~2013-09-26, 405번으로 번호 변경)
- ● 405B(400)번: 염곡동 - 양재역 - 서초역 - 서빙고역→ 보광동→ 이태원역→ 한남동→ 서빙고역→ 용산역→ 효창공원→ 후암동→ 서울역→ 남산순환로→ 이태원역→ 보광동→ 강남성모병원 (이후 역순) (2013-03-19~2013-09-26, 400번으로 번호 변경)

지선버스
- ● 0013번 (구 81번): 2009년 6월 20일 지선버스 0211번과 함께 간선버스 421번으로 노선 통합, 형간전환 및 노선 연장.
- ● 0014번 (구 79-1번): 2009년 6월 20일 지선버스 0015번과 함께 간선버스 405번으로 노선 통합, 형간전환 및 노선 연장.
- ● 0015번 (신설노선): 2009년 6월 20일 지선버스 0014번과 함께 간선버스 405번으로 노선 통합, 형간전환 및 노선 연장.
- ● 0018번 (신설노선): 효창공원 - 용산역 - 서빙고역 - 보광동 - 이태원 - 한남동(2013년 3월 19일 간선버스 405번과 통합하면서 간선버스 405A번, 405B번으로 재편되었고, 2013년 9월 26일에 405번, 400번으로 바뀌었다.) <동아운수와 공동배차>
- ● 0211번 (구 81-1번): 2009년 6월 20일 지선버스 0013번과 함께 간선버스 421번으로 노선 통합, 형간전환 및 노선 연장.
- ● 0213번: 2011년 2월 8일 지선버스 2225번과 함께 지선버스 2016번으로 노선 통합

## 보유 차량

#### KGM커머셜
- 에디슨모터스 화이버드
- KGM 스마트 110

#### 현대자동차
- 현대 뉴 슈퍼 에어로시티
- 현대 저상 뉴 슈퍼 에어로시티

#### 하이거 버스
- 하이거 하이퍼스 EV

## 갤러리

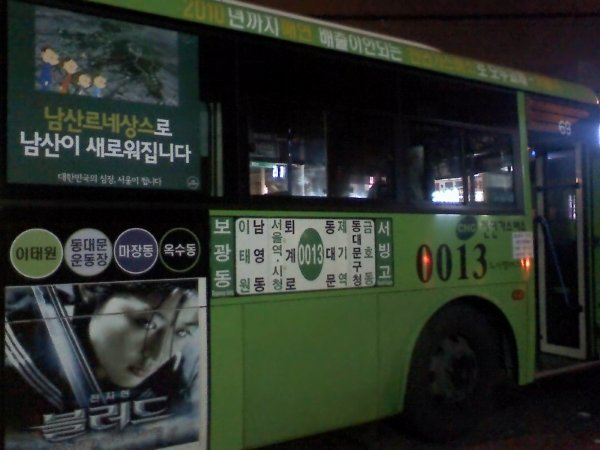
서울시내버스 구 0013번(현 421번) (대차 전)
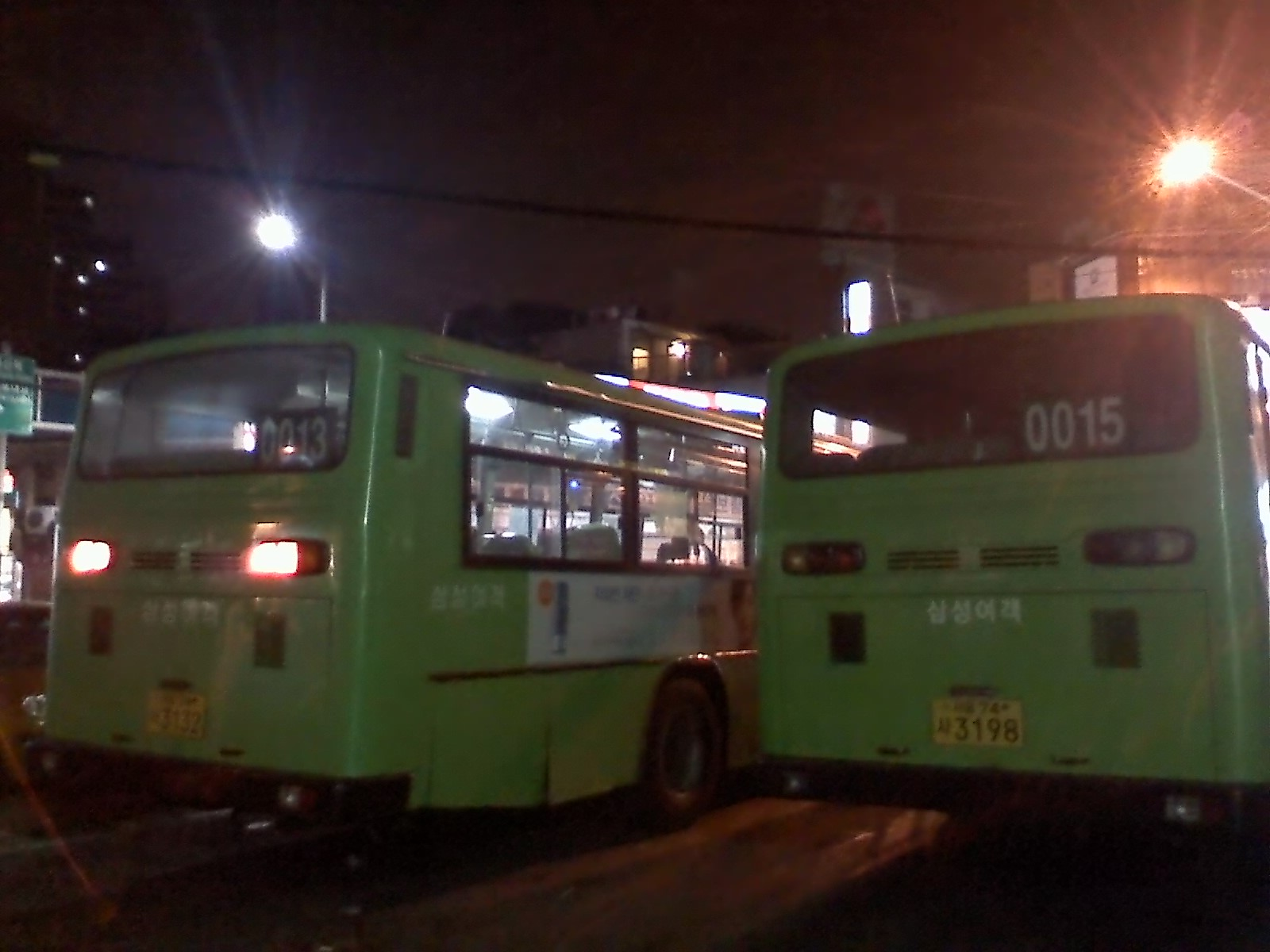
서울시내버스 구 0013번과 구 0015번 (대차 전)
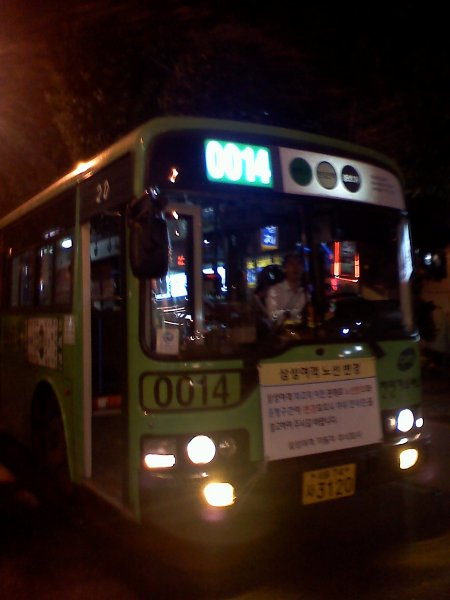
서울시내버스 구 0014번 (대차 전)
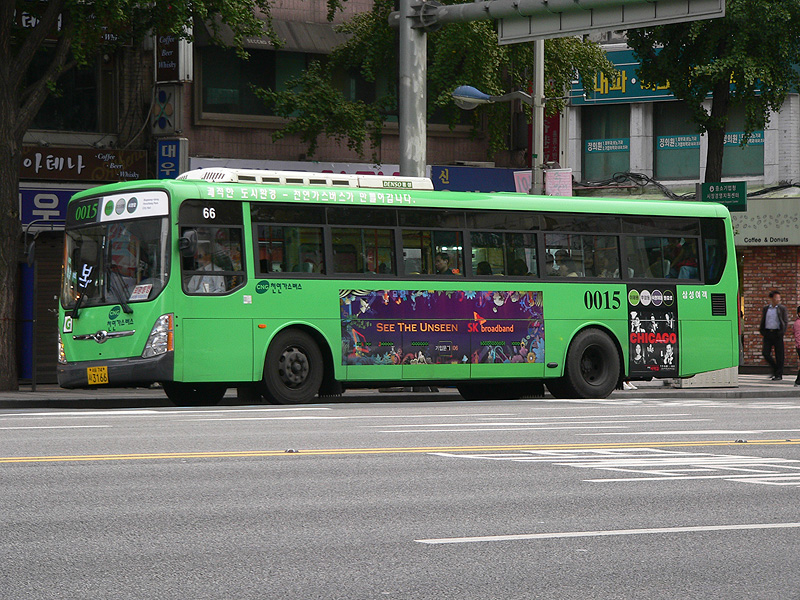
서울시내버스 구 0015번 (대차 전)
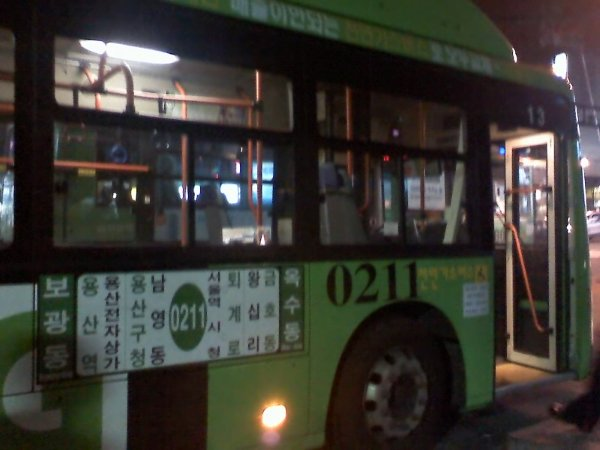
서울시내버스 구 0211번(현 421번)
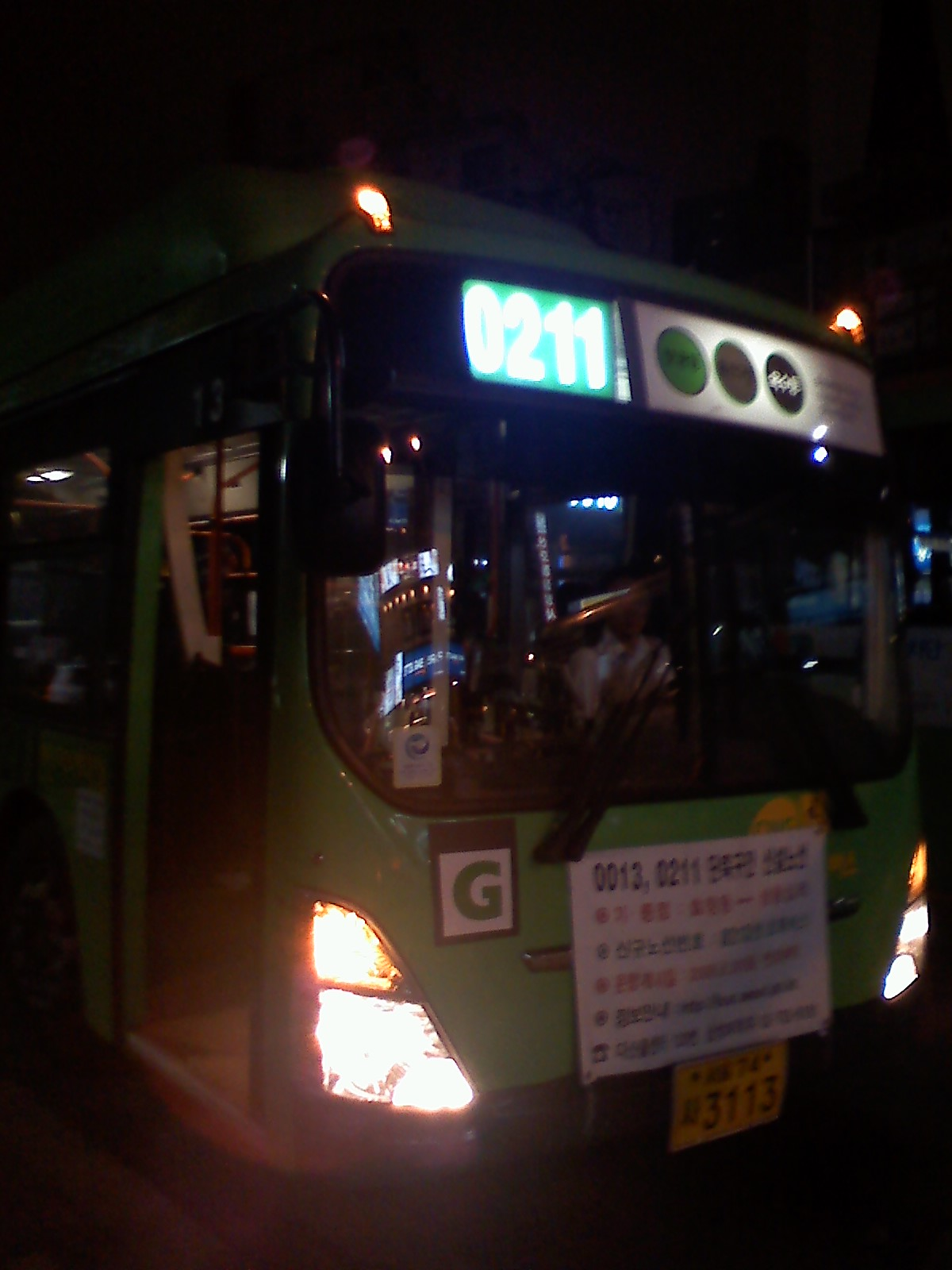
서울시내버스 구 0211번(현 421번)
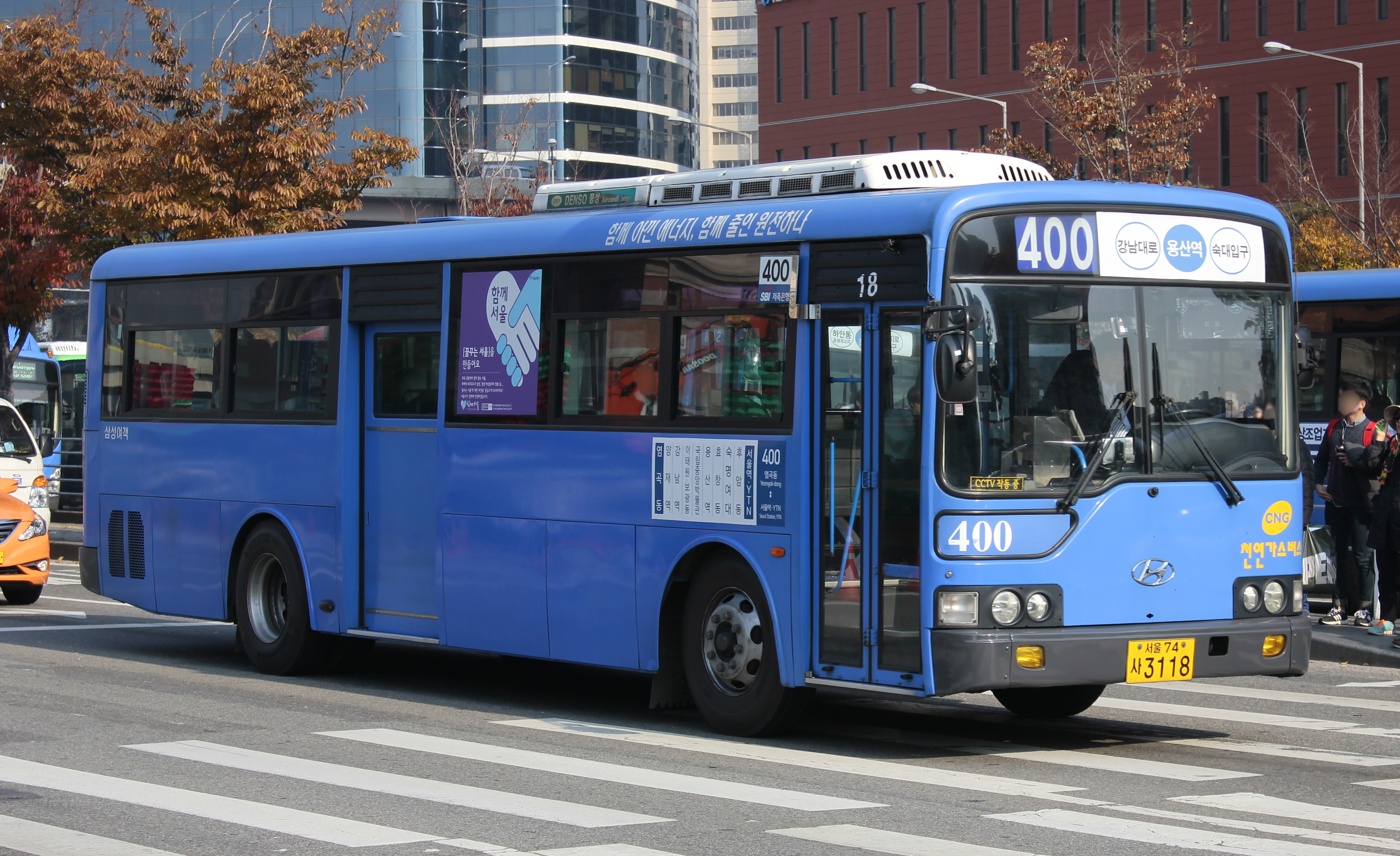
서울시내버스 400번 (대차 전)
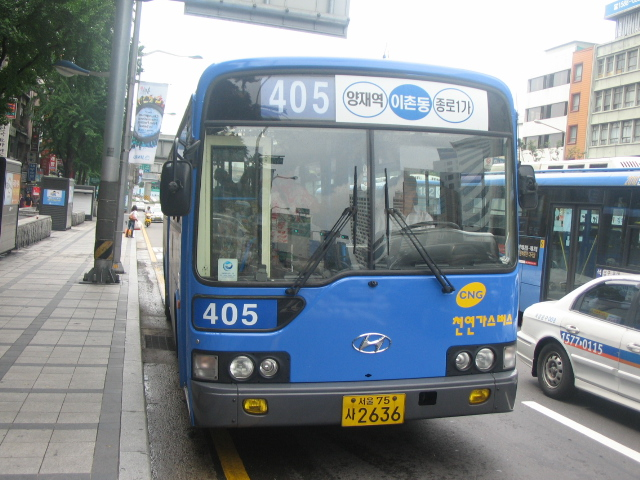
서울시내버스 405번 (대차 전)
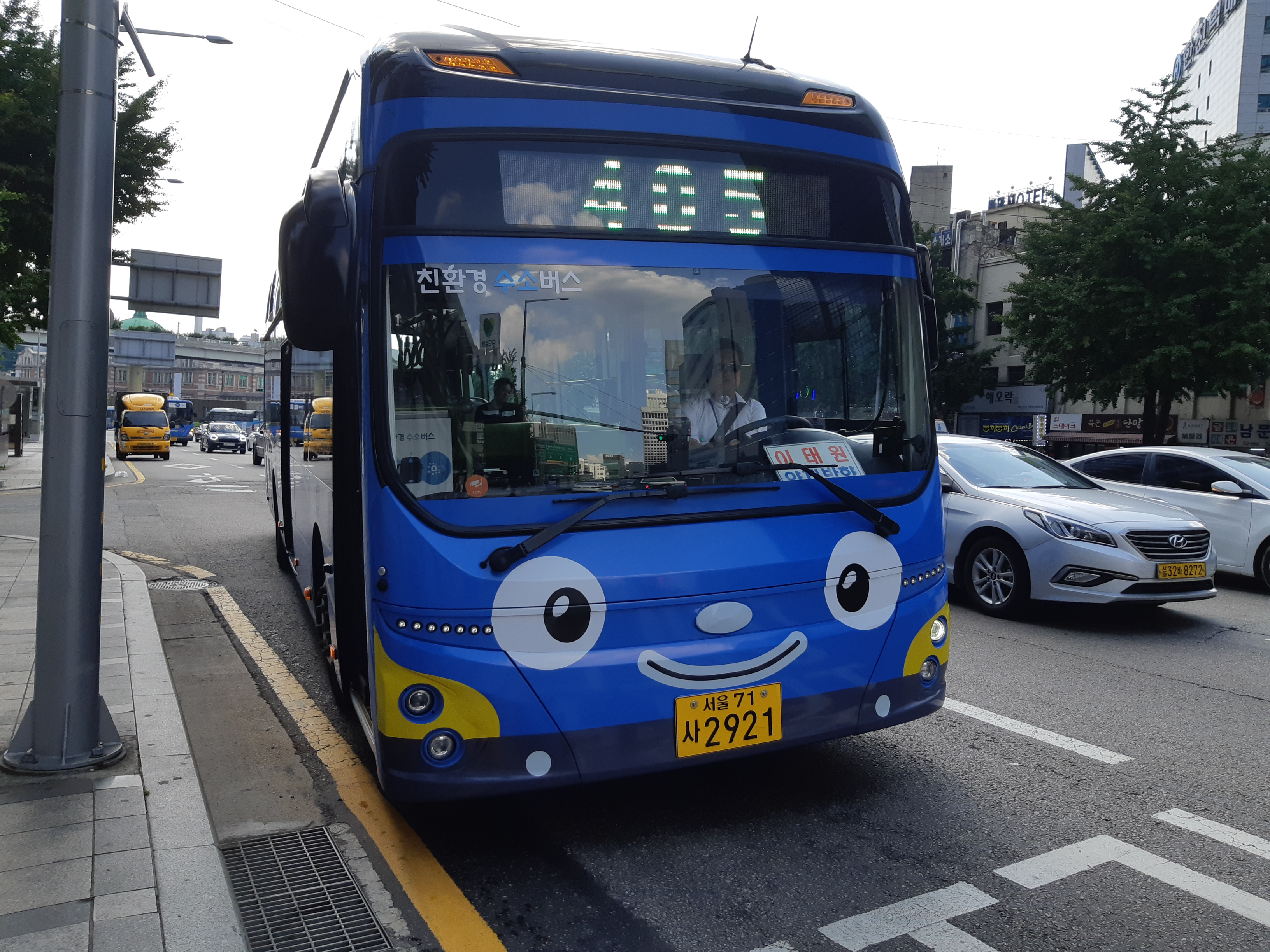
서울시내버스 405번 (현재 말소됨)
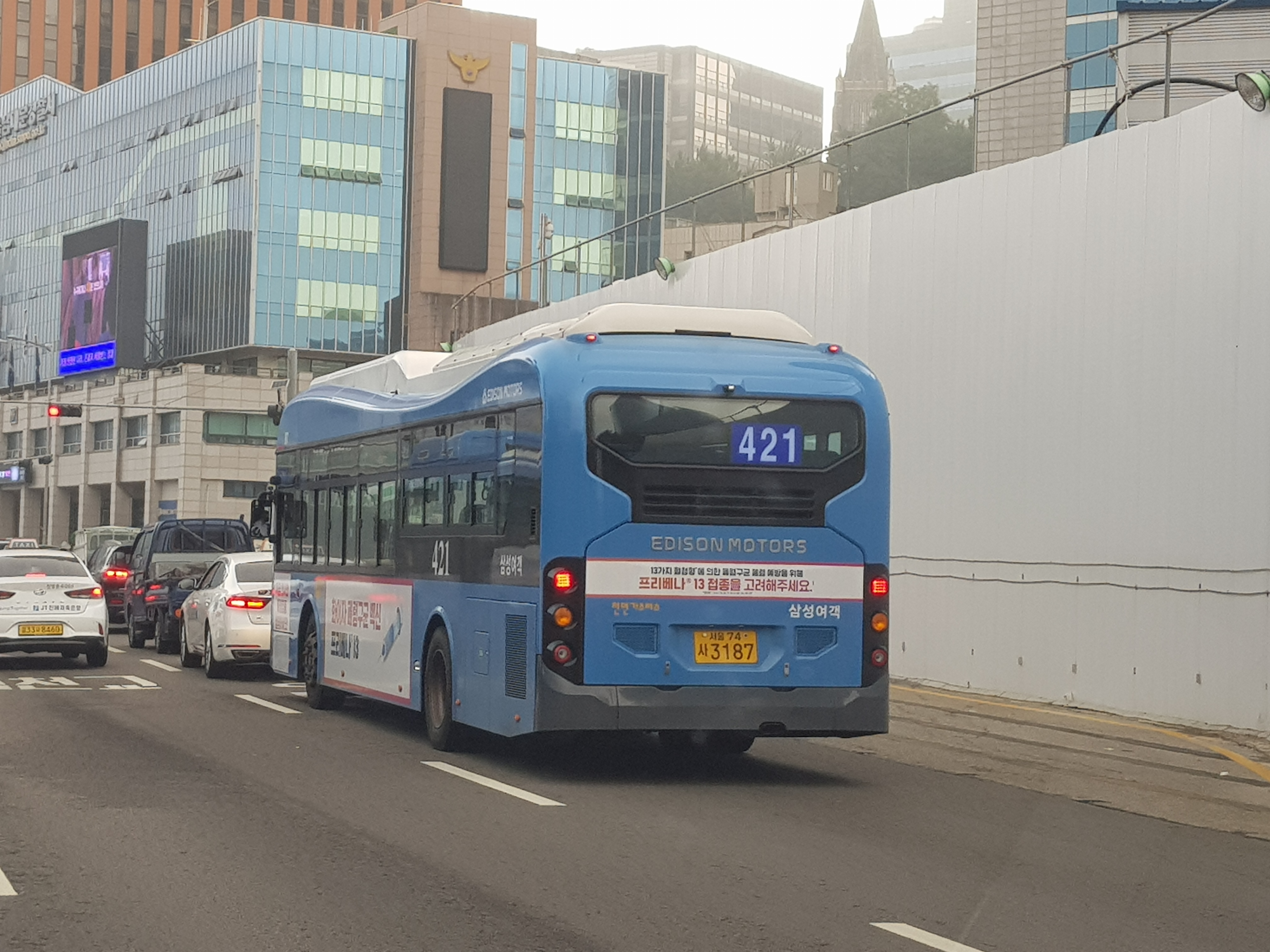
서울시내버스 421번